# Buckner & Garcia
Buckner & Garcia foi um dueto musical de Akron (Ohio), nos Estados Unidos, formado por Jerry Buckner e Gary Garcia. Eles são mais conhecidos pela canção "Pac-Man Fever", que se tornou um sucesso em 1982, alcançando a 9ª posição nos Estados Unidos. Mais tarde no mesmo ano, eles assinaram com a Columbia/CBS Records, lançado o álbum de estúdio Pac-Man Fever, um álbum inteiro de músicas sobre jogos de arcade.